# Râul Larga, Prut (Briceni)
Râul Larga este unul din cele două râuri omonime din Republica Moldova, acesta traversează raionul Briceni, după ce izvorăște în satul ce-i poartă numele și se varsă lângă Șirăuți în Prut.